# روي إي. أيرز
روي إي. أيرز هو محامي وقاضي وسياسي أمريكي، ولد في 9 نوفمبر 1882 في لويستاون في الولايات المتحدة، وتوفي بنفس المكان في 23 مايو 1955. نشط حزبياً في الحزب الديمقراطي. وقد انتخب حاكم مونتانا ‏ (4 يناير 1937 – 6 يناير 1941) وانتخب عضو مجلس النواب الأمريكي.